# Idaea micropterata
Idaea micropterata là một loài bướm đêm trong họ Geometridae.